# Francesco Panfilo
Francesco Panfilo SDB (Vilminore di Scalve, província de Bergamo, 23 de novembro de 1942) é um clérigo religioso italiano e arcebispo católico romano emérito de Rabaul.
Francesco Panfilo entrou na Ordem Salesiana de Dom Bosco e recebeu o Sacramento da Ordem em 27 de abril de 1974.
Em 25 de junho de 2001, o Papa João Paulo II o nomeou Bispo de Alotau-Sideia. O Bispo Emérito de Alotau-Sideia, Desmond Charles Moore MSC, o consagrou em 8 de setembro do mesmo ano; Co-consagrantes foram o Bispo de Maasin, Precioso Cantillas SDB, e o Bispo de Dili, D. Carlos Filipe Ximenes Belo SDB. 
Em 18 de março de 2010, o Papa Bento XVI o nomeou ao arcebispo coadjutor de Rabaul. Francesco Panfilo tornou-se Arcebispo de Rabaul em 11 de agosto de 2011, sucedendo Karl Hesse MSC, que renunciou por motivos de idade.
Em 19 de junho de 2020, o Papa Francisco aceitou a renúncia de Francesco Panfilo por motivos de idade. Além da aposentadoria, ele permaneceu Administrador Apostólico da vaga Diocese de Bougainville, que administrou desde 13 de agosto de 2019 até 15 de novembro de 2020.